# 周玲寶
周玲寶（Chow Ling Po，1951年—），在江蘇省蘇州市出生，香港長大，身高5英呎7英吋（1.7公呎），皮膚白白，風貌嫵媚，擅長舞蹈歌唱，跟粉菊花學習京劇北派功架，20世紀60年代開始經常在港九各大歌壇及夜總會登臺獻唱，亦常赴東南亞及美洲獻技。1969年與來自臺灣省的英俊小生方俊以「情侶形象」組成歌唱組合，在九龍「豪華夜總會」及「愛群歌劇院」演唱。當年的香港新聞界以『讀書非吾願，且來歌頌青春，愛美本天生，何必假裝道學。』給她的素描。周玲寶與方俊在1979年9月為「國際夜總會」登臺後，在9月中旬到美國及加拿大演出兩個月，表演英語、粵語及國語時代曲，時裝及古裝歌劇。目前周玲寶已移居加拿大溫哥華。周玲寶在2010年夏季參演加拿大溫哥華「影視人協會」舉辦的「歌聲幻影」慈善籌款活動。

## 周玲寶的唱片
- 周玲寶在1971年 為「風行唱片公司」灌錄黑膠長壽唱片（編號：NWLP-2042），第一面歌曲有《三朵花》、《愛你一萬倍》、《同心果》、《誰能替我傳心意》、《昨夜夢魂中》、《願嫁漢家郎》；第二面歌曲有《梨山癡情花》、《讓我慢慢告訴你》、《心相連》、《你幾時回家》、《只要為你活一天》、《臉蛋發紅》等12首新歌[4]。
- 「風行唱片公司」黑膠長壽唱片《碧蘭村的姑娘》，歌曲有《採紅菱》、《待嫁兒女》、《誰能比我們》、《碧蘭村的姑娘》、《愛的紅玫瑰》、《何必去燒香》、《永久的愛》、《情難守》、《知道不知道》、《四月茶花滿山開》、《你真是個大傻瓜》。

## 外部連結
- 方俊金曲站
- 2010年8月7日在加拿大溫哥華「百家店Parker Place」參加《歌聲幻影》記者招待會（页面存档备份，存于）